# Ласке, Оскар

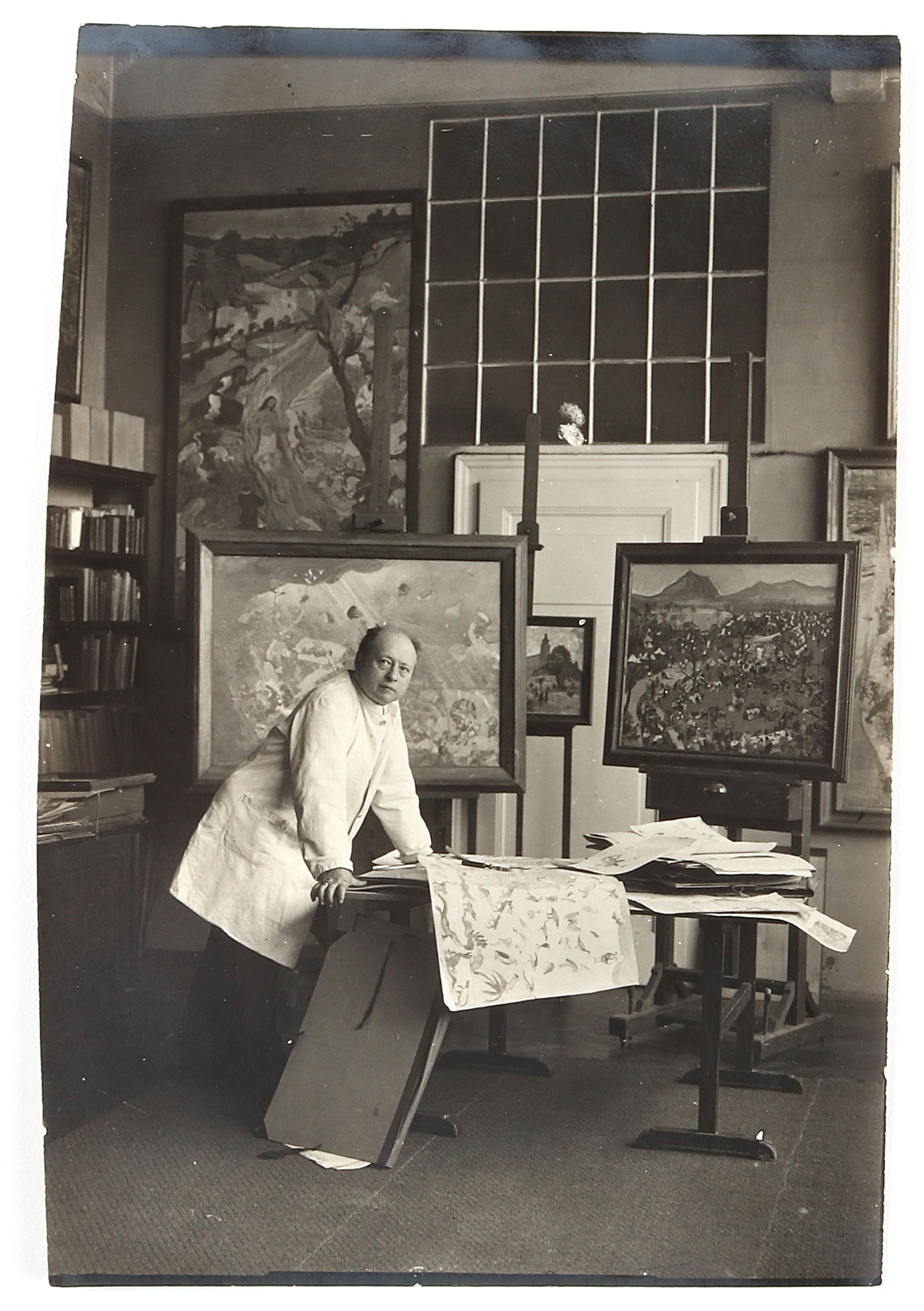
Оскар Ласке в своей мастерской, около 1920 г.

Оскар Ласке-Аннаберг

Оскар Ласке (нем. Oskar Laske; 8 января 1874[…], Черновцы, Цислейтания — 30 ноября 1951, Вена) — австрийский архитектор и художник.

## Биография

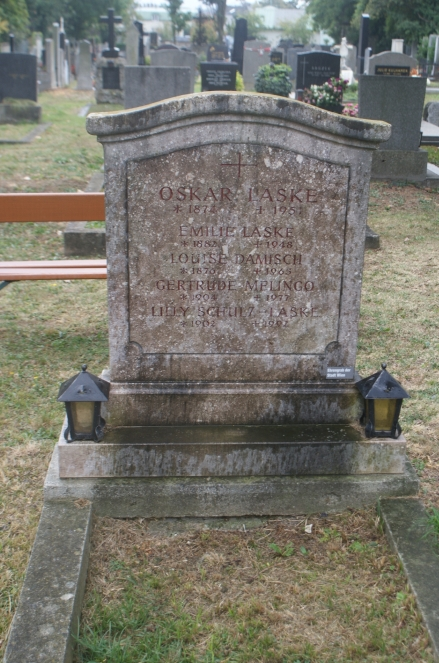
могила Оскара Ласке

Окончил Среднюю школу Шоттенфельда в 1892 году. В юности Ласке брал уроки у пейзажиста Антона Хлавачека.  После изучения архитектуры в Венской академии у Отто Вагнера он работал самостоятельно в качестве архитектора, а с 1904 года, в основном, в качестве художника. 
В основном, свои работы он выполнял акварелями, во время своих путешествий по Европе и Северной Африке. В качестве жанров он выбирал: пейзажи, городские площади и жанровые сцены. Красочная живопись считается основным стилем его работ. Ласке также работал художником-графиком и книжным иллюстратором. 
С 1907 года он был членом Хагенбунд, с 1924 года Венского сецессиона, а с 1928 года Дом художников в Вене и одновременно принимал участие в их выставках.
Во время Первой мировой войны он был офицером в Галиции, а с 1915 года — переведен на фронт в Сочи. Был военным художником в художественной группе и некоторые из его военных фотографии находятся в Музее военной истории в Вене.
Оскар Ласке умер в Вене в 1951 году в возрасте 77 лет и похоронен в Лайнцер Фридхоф в Хитцинге.
На его доме по адресу Ниссельгассе 1 в Вене — Пенцинг установлена памятная доска. В 1955 году улица Ласкегассе в Вене, в районе Мейдлинга была названа в честь художника.

## Награды
- Золотая государственная медаль 1932 г.
- Премия Райхеля 1937 г.
- 1948 Приз города Вены в области живописи и графики.

## Избранные работы

### Рисунки
- Орфей среди животных (Вена, Галерея Бельведер, инв. № 4566), ок. 1938 г., холст, масло, 72 × 56 см.
- Ведьмин танец
- Лесной пейзаж с усадьбой и телегой
- Катание на лыжах в Аннаберге, (Выставлялась на Большой Берлинской художественной выставке в 1914 году)
- Балканы и Восток в картине
- Баррикадный бой в Белграде 9 апреля Октябрь 1915 г. (Вена, Военно-исторический музей, холст, масло)
- Прорыв кука 12. Дивизия пехотных войск у Лузна в битве при Горлице 2. май 1915 г. (Вена, Военно-исторический музей, холст, масло